# Ljudevit
Ljudevit je moško osebno ime.

## Izvor imena
Ime Ljudevit je moška različica ženskega osebnega imena Ljudmila, lahko pa tudi poslovanjena/poslovenjena različica imena Ludvik.

## Pogostost imena
Po podatkih Statističnega urada Republike Slovenije je bilo na dan 31. decembra 2007 v Sloveniji število moških oseb z imenom Ljudevit: 44.

## Osebni praznik
V koledarju je ime Ljudevit skupaj z Ljudmilo; god praznuje.